# تونی آندناس
تونی آندناس (انگلیسی: Thony Andenas؛ زادهٔ ۱۲ دسامبر ۱۹۷۴) بازیکن فوتبال اهل فرانسه است.